# Ordre du Mérite du Bénin
L'ordre du Mérite du Bénin est un ordre honorifique béninois, créé le 24 octobre 1961, au Dahomey, par Hubert Maga. Il est la deuxième distinction honorifique du pays venant directement après l’ordre national du Bénin.

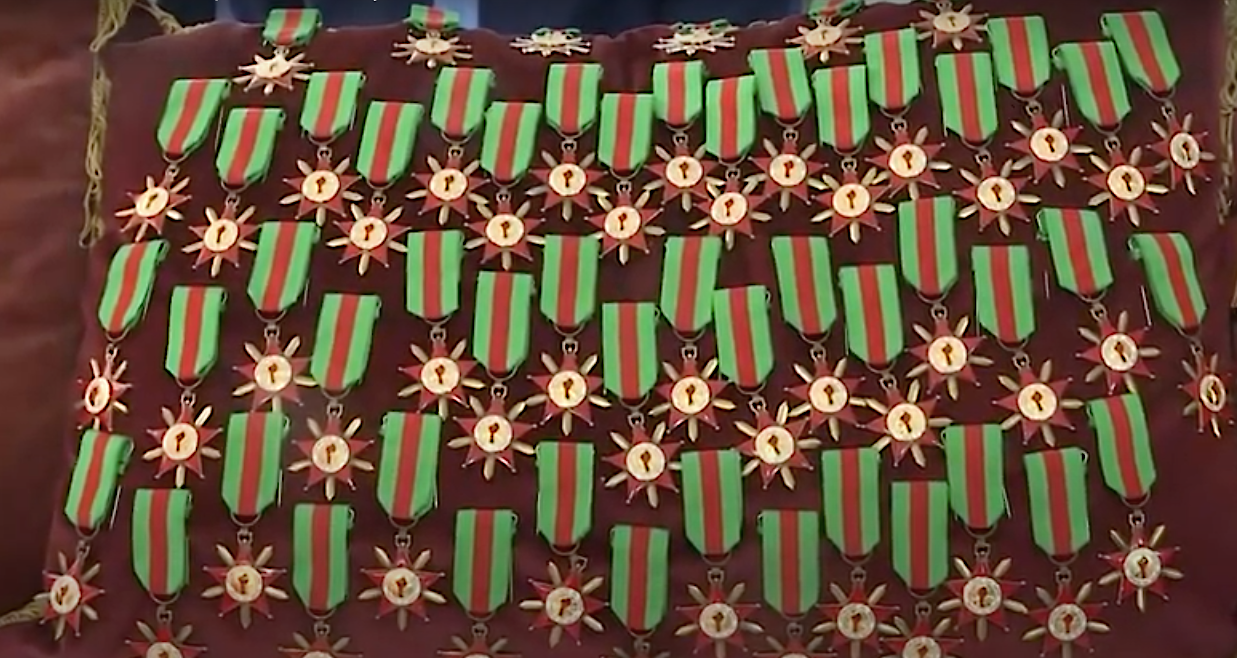
Médailles de chevaliers lors d'une cérémonie de réception dans l'ordre du Mérite du Bénin.

Administré par la grande chancellerie de l'ordre national du Bénin, il récompense toute personne, civile ou militaire, ayant apporté une contribution au développement du Bénin mais aussi ayant rendu des services ou accompli des actions exceptionnels d’intérêt public, dans tout domaine, « notamment dans celui de la création artistiques, du développement économique [et] de la promotion de la culture populaire ».
L'ordre du Mérite du Bénin comprend trois grades, chevalier, officier et commandeur.

## Historique
Le 24 octobre 1961, Hubert Maga, président du Dahomey, crée l'ordre du Mérite du Bénin en promulguant la loi no 61-43.
À l'issue d'un coup d'État, le 26 octobre 1972, Mathieu Kérékou s'empare du pouvoir. Au cours des années qui suivent, il s'efforce alors d'effacer les vestiges de la colonisation et se lance dans une politique de déconstruction en remaniant ou abandonnant les différentes institutions étatiques. Ainsi, le 30 novembre 1975, il débaptise le pays d'un nom donné par les français lors de leur conquête coloniale au profit de « République populaire du Bénin » ; le 21 septembre 1987, il modifie l'ordre national du Bénin et, par l'adoption des lois no 87-018, no 87-019 et no 87-020, abroge et recrée respectivement l'ordre du Mérite du Bénin, l'ordre du Mérite social et l'ordre du Mérite agricole, sans en changer pour autant leur appellation.

## Reclassement
Toute personne décorée dans l'ancien ordre du Mérite du Bénin conserve sa décoration et peut obtenir un reclassement à concordance de grade dans le nouvel ordre en formulant une demande auprès du président de la République. Le reclassement est notifié par décret et publié au journal officiel,.

## Nomination et promotion

### Conditions
Toute personne peut être nommée dans l'ordre du Mérite du Bénin :
- à titre civil,

– en se distinguant par une activité, publique ou professionnelle, culturelle, agricole, commerciale, industrielle, politique ou économique ;
– en ayant œuvré pour l'intérêt public, fondé ou soutenu un organisme caritatif ;
– en ayant rendu service ou apporté son aide à la Nation ;
- à titre militaire,

– en ayant accompli au minimum douze ans de service dans des conditions extraordinaires ;
- à titre civil ou militaire, exceptionnellement et sans condition d'ancienneté,

– en ayant réalisé un acte empreint de courage et de dévouement.

### Modalités
Le président de la République, le président de l'Assemblée nationale, le président de la Cour constitutionnelle, le président de la Cour suprême, le président du Conseil économique et social, le président de la Haute Autorité de l’audiovisuel et de la communication et les membres du gouvernement adressent leurs propositions au grand chancelier de l'ordre national du Bénin une fois par an, au plus tard quatre mois avant la date de célébration de la fête nationale, le 1er août.
Un mémoire est soumis à chaque proposition de nomination ou de promotion relatant les faits ou les titres exceptionnels qui justifient le décernement de la décoration et comprenant des informations sur l’état civil, l'honorabilité, la moralité et les antécédents judiciaires de l'intéressé.
Le président de la République procède par décret à toutes les nominations ou promotions après avis du conseil de l'ordre national du Bénin.

### Attribution
Sauf à titre exceptionnel pour acte remarquable de courage et de dévouement, les délais pour être nommé ou promu dans l'ordre du Mérite du Bénin ne peuvent être transigés ; toute personne proposée doit justifier d'une durée d'activité ou de service :
- supérieure ou égale à dix ans pour le grade de chevalier ;
- supérieure ou égale à quinze ans pour le grade d’officier ;
- supérieure ou égale à vingt ans pour le grade de commandeur.

### Grades
L'ordre comprend trois grades : chevalier, officier et commandeur. Hormis à titre exceptionnel, toute personne est d'abord :
- nommée au grade de chevalier ;
- puis promue au grade d'officier ;
- puis promue au grade de commandeur.

### Contingent
Selon la loi du 21 septembre 1987, le contingent annuel attribué aux différents grades dans l'ordre du Mérite du Bénin est convenu comme suit :
- 150 chevaliers ;
- 50 officiers ;
- 20 commandeurs.

## Description

### Insigne
L'insigne décerné est :
- en bronze pour le grade de chevalier ;
- en argent pour le grade d'officier ;
- en vermeil pour le grade de commandeur.

L'insigne est formé d'une étoile à cinq branches émaillée de rouge. Le centre de l'étoile présente un médaillon émaillé de blanc sur lequel figure, au centre, la représentation stylisée du territoire de la République du Bénin émaillée de rouge. Entre chacune des branches de l'étoile, est disposé un rayon d'une largeur de 4 mm et d'une longueur de 12 mm. En fonction des grades, les cinq rayons sont en bronze, argent ou vermeil.

### Ruban
Le ruban est aux couleurs du drapeau du Bénin ; il comporte au centre et dans le sens de la longueur, une bande rouge de 8 mm de largeur et entourée de part et d'autre d'une bande de couleur vert vif de 7 mm.

## Liste partielle de récipiendaires

### Chevaliers
- Adidjatou Mathys, économiste et femme politique béninoise (2000).
- Albert Salon, diplomate et essayiste français (1996).

### Officiers
- Fernand Amoussou, militaire béninois.
- Nicolas Eybalin, éditeur et diplomate français (1996)[7].
- Andrée Jacob, figure de la Résistance française.
- Adidjatou Mathys, économiste et femme politique béninoise (2010).
- Jérôme Peyrat, haut fonctionnaire et homme politique français (1996).

### Commandeurs
- Sakinatou Abdou Alfa Orou Sidi, économiste et femme politique béninoise (2011).
- Irina Bokova, femme politique bulgare (2012).
- Jean-Louis Georgelin, militaire français.
- Anne-Marie Lizin, femme politique belge (2002).
- Noureini Tidjani-Serpos, écrivain et haut fonctionnaire béninois (2005).